# トゥルゴヴィシュテの夜襲
トゥルゴヴィシュテの夜襲（トゥルゴヴィシュテのやしゅう、ルーマニア語: Atacul de noapte de la Târgovișteトルコ語: Tirgovişte Baskını）は、1462年6月17日に、ワラキア侯ヴラド3世（ツェペシュ）とオスマン帝国スルタンメフメト2世の軍が衝突した戦い。先立ってメフメト2世はヴラド3世がハンガリー王マーチャーシュ1世と密約を結んでいるのを察知し、軍を派遣してヴラド3世を襲撃させたが、撃退された。そこでメフメト2世は大軍を招集し、ワラキア侯国の征服と併合を目指して親征した。この戦争で両者は度々衝突を繰り返したが、その中でも特に有名なのが、6月17日の夜襲である。ヴラド3世はメフメト2世殺害を目指し、みずからオスマン陣営に突入して大損害を与えた。しかしメフメト2世は難を逃れ、その後ワラキア侯国の首都トゥルゴヴィシュテに侵攻した。そこにはごく僅かな守備兵と大砲数門、そしてかつてヴラド3世がブルガリアに侵攻した際に殺害した23,844人の「トルコ人」の串刺し死体が残されていた。なおこの数は、ヴラド3世自身がマーチャーシュ1世に宛てた書簡で明らかにしているものである。この光景への恐怖と補給難などにより、メフメト2世とオスマン軍は港町ブライラを経由し、この町を焼き払ったうえで海路エディルネへ撤退した。それでもオスマン軍は膨大な捕虜（奴隷）や馬、家畜などを戦利品として持ち帰っており、両陣営が勝利を宣言した。

## 背景
1453年にコンスタンティノープルを征服しビザンツ帝国を滅ぼしたオスマン帝国のメフメト2世は、各方面へ次なる拡大の矛先を向けた。東方ではビザンツ帝国の亡命政権の一つトレビゾンド帝国とウズン・ハサン率いる白羊朝が、ともに比較的小国ではあるもののオスマン帝国を脅かしていた。西方ではアルバニアのスカンデルベクがオスマン帝国に抵抗を続けており、ボスニア王国もしばしばオスマン帝国へのジズヤを滞納していた。北方ではワラキア侯国がドナウ川左岸（北岸）を支配していた。メフメト2世は、キリスト教勢力が神聖ローマ帝国からドナウ川を下ってオスマン帝国の枢要部を襲う可能性を恐れていた。そのような脅威を除くために、彼はドナウ川両岸に支配を確立したいと目論んでいた。1459年9月26日、ローマ教皇ピウス2世が新たな対オスマン十字軍の招集を宣言し、1460年1月14日にはマントヴァ公会議の席上で3年後の十字軍結成を公式に宣言した。しかしこの計画は失敗に終わった。十字軍結成への情熱を見せたのは、以前から教皇が目をかけていたワラキア侯ヴラド3世のみであった。ヨーロッパの君主たちが十字軍に消極的なのを見て、メフメト2世は逆に攻勢に出る決断を下した。1460年後半、メフメト2世は自立していたセルビアの都市スメデレヴォを征服し、1461年にはビザンツ系のモレアス専制公に全領土の譲渡を要求した。間もなく、その首都ミストラスやコリントスをはじめとしたモレアスの諸都市は抵抗なしにオスマン帝国に降った。
ヴラド3世唯一の同盟相手だった元ハンガリー摂政シラージ・ミハーイも、1460年に軍勢を率いてブルガリアを彷徨っていた際にオスマン軍に捕らえられた。彼の部下たちは拷問の末に殺され、シラージも両断刑に処された。同年後半、メフメト2世はヴラド3世のもとに使者を派遣し、滞納されているジズヤを納めるよう要求した。しかしヴラド3世はこの使者を殺害し、メフメト2世を激怒させた。1460年9月10日にクロンシュタットのトランシルヴァニア・ザクセン人に宛てた書簡の中で、ヴラド3世はメフメト2世の侵攻計画について警告するとともに、これに対抗すべく自身を支援するよう要請している。ヴラド3世は毎年1万ドゥカートのジズヤをオスマン帝国に納めるよう義務付けられていたが、1459から滞納していたのである。さらにメフメト2世は、イェニチェリ要員として千人の男児を差し出すよう要求してきた。ヴラド3世に拒絶されたのを受け、オスマン軍がドナウ川を越えて徴用を強行しようとした。しかしヴラド3世はこのオスマン兵たちを捕らえ、串刺しにした。

メフメト2世はヴラド3世に、コンスタンティノープルへ来て交渉の座につくよう求めた。しかし1461年11月末、ヴラド3世は返書を送り、ジズヤの支払いもコンスタンティノープルへの出頭も拒否した。ハンガリー王に従うトランシルヴァニア・ザクセン人との戦争で金を使い果たしており、ワラキアを離れてハンガリー王に領土をかすめ取られる危険は冒せないというのがヴラド3世の言い分だった。その代わり、ジズヤは十分な金が貯まれば納めるし、ワラキアの留守を預かるパシャを一人派遣してくれればコンスタンティノープルへも赴くと約束していた。しかしメフメト2世は、ヴラド3世が敵対しているというハンガリー王マーチャーシュ1世が、実は裏でヴラド3世と手を組んでいるという情報をつかんでいた。メフメト2世はニコポリスのベイであったハムザ・パシャに、外交交渉の名目でヴラド3世を誘き出して捕らえ、コンスタンティノープルへ連行するよう命じた。しかしヴラド3世はこの計画を知り、逆手に取った。ハムザ・パシャが1000人の騎兵を率いてジュルジュの北の隘路を通りかかったとき、ヴラド3世の手勢がこれを奇襲して包囲し、手砲で皆殺しにした。歴史家たちは、ヴラド3世がヨーロッパの十字軍の中で初めて火薬兵器を、それも「恐ろしく芸術的なやり方」で活用した人物の一人であると評している。1462年2月11日にマーチャーシュ1世へ宛てた書簡で、ヴラド3世はかつてワラキア方の要塞があったジュルジュ近くでハムザ・パシャを捕らえた、と告げている。その後ヴラド3世はみずからオスマン兵に変装して、騎兵隊と共にオスマン帝国の要塞に乗り込み、そこの守備隊に門を開放するよう命じた。守備隊が応じたその時、ヴラド3世は騎兵隊を突入させ、要塞を制圧した。その後もヴラド3世は進軍を続け、敵兵やオスマン帝国に通じていると見た住民を殺戮してまわった。まずはワラキア南部を、続いて凍結したドナウ川を渡ってブルガリアを荒らした。ブルガリアでは部隊をいくつかに分け、「2週間で800キロメートル」の範囲を多い、23,000人以上を殺した。上述の2月11日の書簡で、ヴラド3世は以下のように主張している。
私はドナウ川が海へ流れ出すオブルチツァとノヴォセロから上はキリアに近いラホヴァに至るまで、ドナウ下流からサモヴィトやギゲンのようなところに至るまで、老若男女の農民を殺した。我らは23,884人のトルコ人を殺したが、この中に家屋ごと焼いたり我が兵が首を落としたトルコ人の数は含んでいない……それゆえ陛下（マーチャーシュ1世）、あなたは私が彼（メフメト2世）との和平を破ったと知らねばならない。
キリスト教徒のブルガリア人は命を助けられ、その多くはワラキアへ移住した。ヴラド3世は、犠牲者の数を事細かに記録している。ジュルジュで6,414人、エニ・サラで1,350人、ドゥロストルで6,840人、オルソヴァで343人、フルソヴァで840人、マロティンで210人、トゥルトゥカヤで630人、トゥルヌとバティンとノヴォグラドで384人、スィストヴで410人、ニコポリスとギゲンで1,138人、ラホヴァで1,460人だったという。この惨状をコリントス要塞包囲陣中で知ったメフメト2世は、大宰相マフムト・パシャ・アンゲロヴィチに18,000人の軍を与え、ワラキアの港ブライラを破壊するよう命じた。しかしヴラド3世は引き返してマフムト・パシャの軍も破った。ヴェネツィアの旅行家ジョヴァンニ・マリア・アンジョレッロのHistoria Turchesca（イタリアの年代記者ドナード・ダ・レッツェの作とも）によれば、オスマン軍の中で生きて帰れたのはわずか8,000人だったという。トランシルヴァニアのザクセン人諸都市やイタリアの諸都市国家、ローマ教皇は、ヴラド3世の遠征の成功を祝った。マーチャーシュ1世の宮廷にいて3月4日に勝報を聞いたヴェネツィア使節は、歓喜の念を示すとともに、全キリスト教徒がヴラド3世の遠征の成功を寿ぐべきだと述べている。聖地巡礼からの帰路でロドス島に逗留していたイングランド人ウィリアム・ウェイは、「ロドスの軍人たちは、ヴラドの遠征の報を聞いて、このような勝利を恵んでくれた神を讃えてテ・デウムを歌った……ロドスの長は同志戦士たちを招集し、全市民は果実とワインで祝祭を開いた。」と伝えている。カッファから来たジェノヴァ人たちも、ヴラド3世が自分たちを救ってくれたといって感謝した。メフメト2世が300隻の船団で攻めてくる計画を持っているという知らせに怯えていたからである。多くのトルコ人がヴラド3世を恐れてヨーロッパ大陸からアナトリア半島へ移住した。事ここに至り、メフメト2世はコリントス包囲を諦め、みずからヴラド3世との戦いに乗り出すことにした。

## 戦争準備

### オスマン帝国

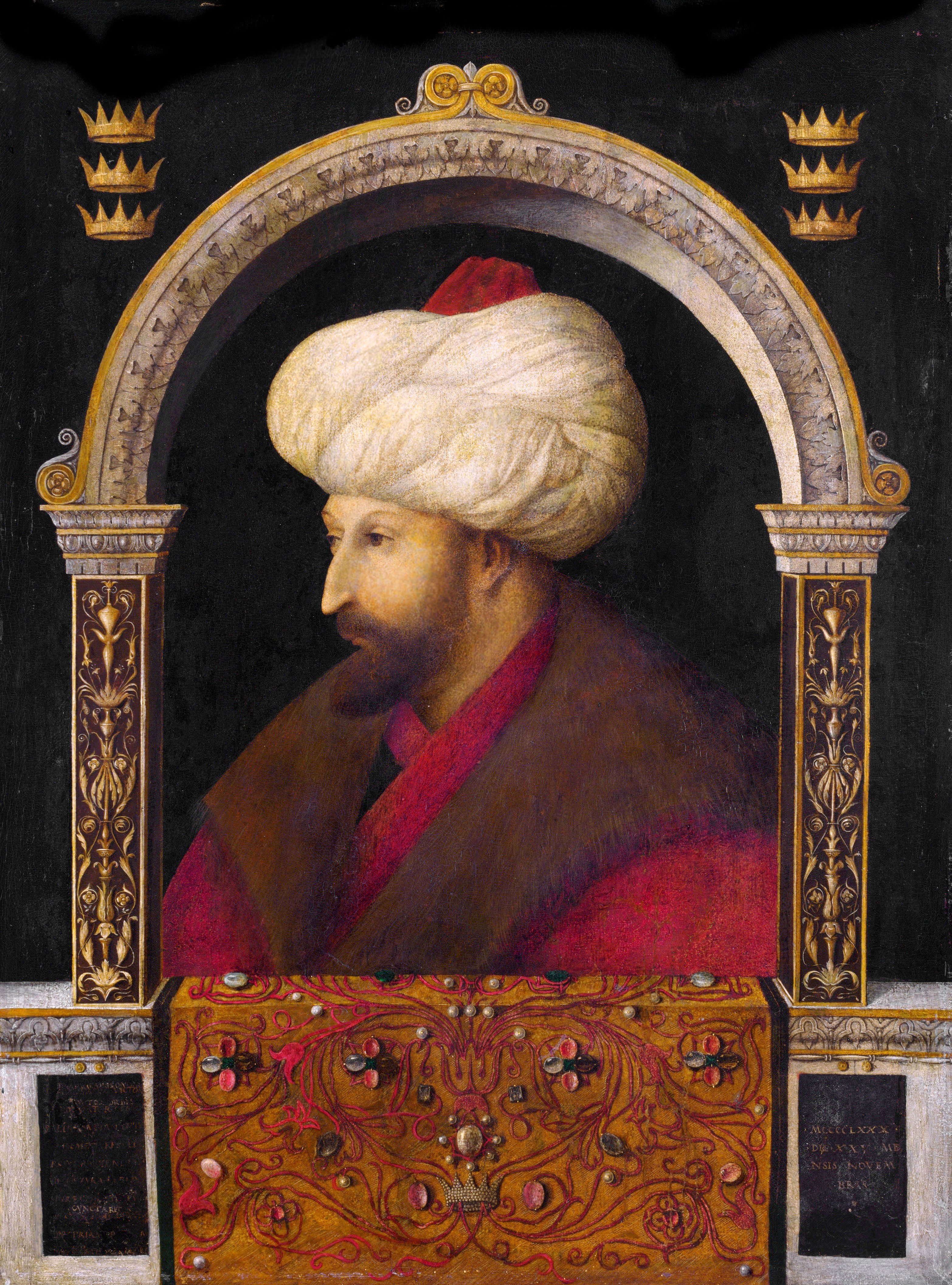
メフメト2世（ジェンティーレ・ベッリーニ画）

メフメト2世は帝国内の各方面に使者を送り、「必ず（1453年の）コンスタンティノープル包囲戦の時に召集したのと同じだけの兵員と装備」を集めるよう命じた。1462年4月26日もしくは5月17日、メフメト2世は軍勢を率いてコンスタンティノープルを出発し、ワラキアの征服と併合を目指して進軍を始めた。メフメト2世が宰相の一人に書き送った書簡によれば、その兵力は15万人であった。ギリシア人歴史家ラオニコス・ハルココンディリスは、この軍勢を「巨大で、これを上回るのはこのスルタンが（1453年の包囲戦で）コンスタンティノープルに向けて率いていった時しかない」と評している。ハルココンディリスはその数を25万人と推定した。一方トルコ人歴史家トゥルスン・ベイは30万人としている。ヴェローナで発見された作者不明のイタリアの年代記（クリストフォロ・シアッパという商人の作ともされている）も、同じ30万人という数字を挙げている。エピロス専制公レオナルド3世トッコがミラノ公フランチェスコ1世スフォルツァに宛てた書簡では、メフメト2世がルメリアとアナトリアから40万人を召集し、加えて斧を装備した4万人の橋大工が帯同していると書かれていた。一方ハンガリーの首都ブダにいたヴェネツィアの使節トンマージは、正規兵6万人、非正規兵3万人といういくらか少ない数字を伝えている。ヴラド3世の弟ラドゥ3世は、みずから4000人の騎兵を率いてメフメト2世の陣営に参じた。またオスマン帝国軍には、120門の大砲、工兵隊、道や橋を整備する技術者、聖職者（ウレマ）やミュエッジン、メフメト2世の相談役である占星術師、娼婦が帯同していた。ハルココンディリスによれば、ドナウ川の船主たちにはオスマン軍を渡す代価として金貨30万枚が支払われた。またオスマン帝国が所有する三段櫂船25隻、その他のより小さな船舶150隻もこの戦役に加わっていた。

### ワラキア侯国

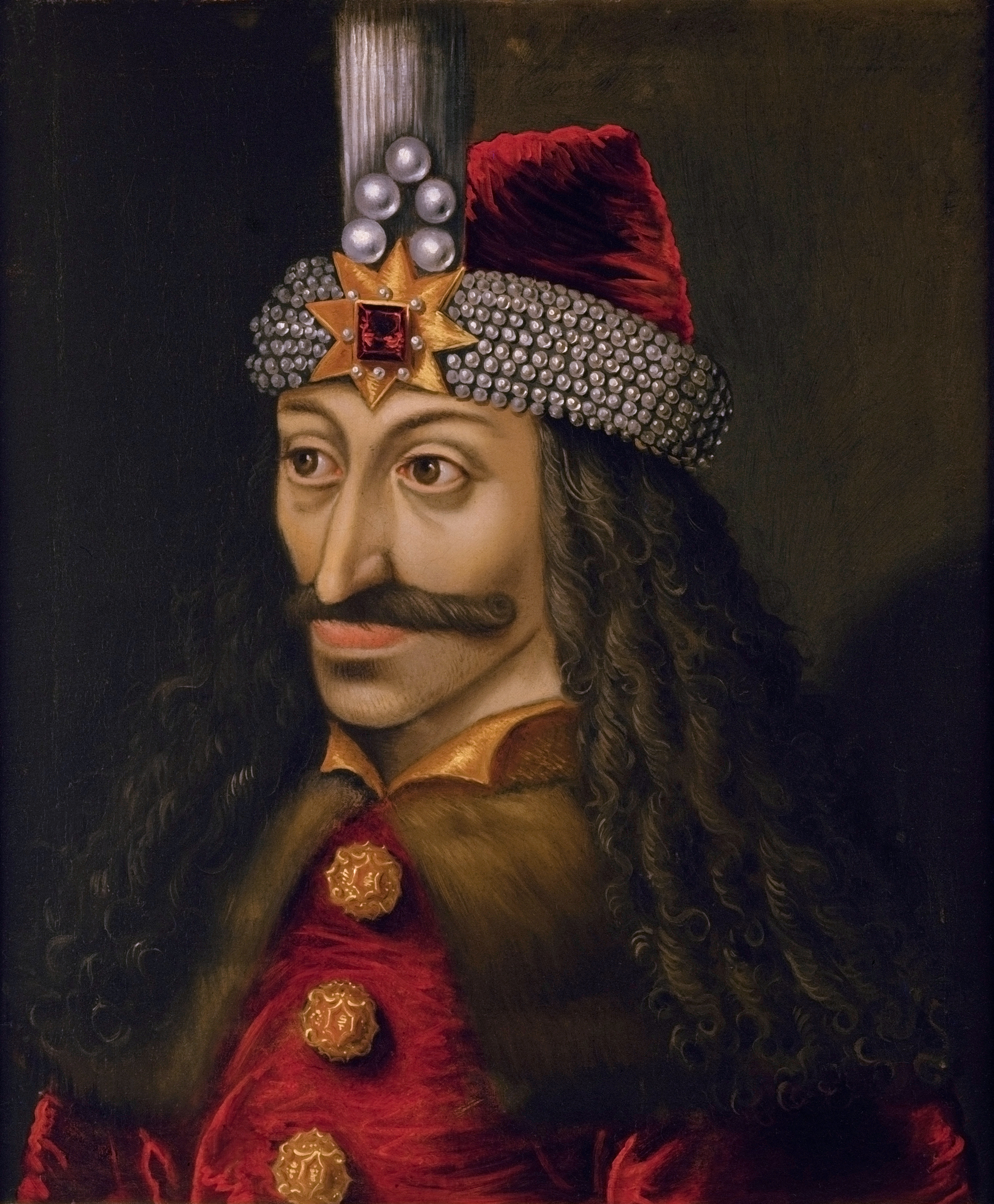
ヴラド3世ツェペシュ（アンブラス城蔵）

ヴラド3世はハンガリー王マーチャーシュ1世に支援を求めたが、マーチャーシュ1世は約束を違えて一切支援を送らなかった。そこで彼は、「適齢の男だけでなく、女や12歳以上の子供、ジプシー（ロマ）の奴隷を含む」徴兵令を出した。彼の軍勢の兵力は文献によって22,000人から30,900人とばらつきがあるが、一般には30,000人とする説が受け入れられている。なお上述のレオナルド3世トッコの書簡には、オスマン軍40万に対しワラキア軍20万と書かれている。ワラキア軍の大部分は、農民や羊飼いだった。槍、剣、短剣、鎖帷子を装備して騎乗したボヤールもいたが、ごく少数だった。またヴラド3世には、様々な国から来た傭兵やロマからなる近衛部隊がいた。戦闘前、ヴラド3世は「死を考えているような者は、余につき従ってくるべきではないだろう」と述べたとされている。

## 1462年6-7月の戦争

### オスマン軍の侵攻
オスマン軍は当初ヴィディンでドナウ川北岸に上陸しようとしたが、ワラキア方の弓兵の攻撃を受け撃退された。6月4日夜、イェニチェリ部隊がトゥルヌ・セヴェリンに上陸した。しかしここでもワラキア軍の襲撃を受け、300人の死者を出した。セルビア生まれのイェニチェリであるコンスタンティン・ミハイロヴィチは、ヴラド3世との邂逅を後に次のように振り返っている。
夜の帳が下り始めた時、我々はボートに乗ってドナウ川を下り、ヴラドの軍が駐屯している場所の数マイル先で対岸（北岸）に上陸した。そこで我々は、騎兵の攻撃を避けるための塹壕を掘った。その後、我々は対岸（南岸）に戻り、また他のイェニチェリを（北岸へ）渡河させ、歩兵全軍が渡り終えると、我々は持ってきた大砲その他の装備と共に準備を整え、ヴラドの軍に対抗した。我らは立ち止まって大砲を用意したが、300人のイェニチェリが（ワラキア軍に）殺されるまでには間に合わなかった。……我が方が相当弱体化したのを見て、我々は持ってきた120丁の銃で我が身を守り、撃ちまくって侯の軍勢を撃退し、我々の陣地を大いに固めたのである……ヴラドは、（オスマン軍の）渡河を阻止できなかったのを見て、撤退した。皇帝（メフメト2世）は全軍と共にドナウ川を渡った後、我々に金貨3万枚を賜り分配させた。 
オスマン軍はドナウ川の北でも進軍を続けたが、そこではヴラド3世が焦土作戦を展開していた。水源には毒が投じられ、あちこちが小川から引かれた水で沼地と化し、枝葉で偽装された落とし穴も掘られていた。住民や家畜は山地へ避難していた。メフメト2世の軍は7日にわたる進軍で「人も主だった獣も一人として見つからず、食べるものも飲むものもない」状態で疲弊していった。またヴラド3世はゲリラ戦も展開し、騎兵隊で一撃離脱を繰り返した。さらにはハンセン病や結核、さらに膨大な数の腺ペスト患者をオスマン軍の中に送り込んで紛れ込ませ、オスマン兵に感染させた。特に腺ペストはオスマン軍中で大流行した。オスマン海軍はブライラやキリアなどの港に小規模な攻撃を仕掛けたものの、もとよりヴラド3世がブルガリアの諸港を破壊していたので大規模な攻撃ができず、損害は軽微だった。ハルココンディリスによれば、メフメト2世は何とか捕らえたワラキア兵捕虜に金を渡して情報を聞き出そうとした。しかしこの捕虜は応じず、拷問の脅しにも屈しなかった。するとメフメト2世はこの捕虜を褒め称え、「もしそなたの主（ヴラド3世）がそなたのような戦士を数多く抱えているならば、彼は間もないうちに世界を征服するであろう！」と言ったという。

### 夜襲
オスマン軍はブカレスト要塞やスナゴヴ島要塞の攻略に失敗したものの、そのままワラキアの首都トゥルゴヴィシュテへと進軍を続けた。6月17日、オスマン軍はトゥルゴヴィシュテの南で野営した。その夜、ヴラド3世は24,000の兵を率いて夜襲を仕掛けた。実際には騎兵7,000人から10,000人のみによる襲撃だった可能性もある。ハルココンディリスによれば、襲撃の前にヴラド3世はトルコ人の変装をして容易にオスマン軍陣営に紛れ込み、スルタンの天幕の位置やオスマン軍の組織を調べていたという。ヴェローナの作者不明の年代記によれば、メフメト2世は兵たちに夜間に天幕から出るのを禁じていた。攻撃を受けた際にパニックを起こさないためであった。年代記によれば、このメフメト2世の策を知っていたヴラド3世は、オスマン兵が天幕内に籠り続けているところに乗じて夜襲をかけることにした。ヴラド3世が突入して始まった夜戦は、「日没の3時間後から朝4時まで」続き、オスマン軍陣営に大混乱を引き起こした。ワラキア兵はビューグルで大音声を上げ、松明で陣営を照らし出し、夜中に何度も襲撃を仕掛けた。夜襲の結果については文献によって様々で、ワラキア軍が大勢のオスマン兵を殺したとするものもあれば、オスマン軍の被害は軽微だったとするものもある。いずれにしても、多くのオスマン軍の軍馬やラクダが殺された。年代記者の中には、第二陣を率いたガレシュという名のボヤールが臆病で、想定されたほどの損害を与えられなかったのだと非難している。ヴラド3世はメフメト3世の天幕を目指して敵のアジア騎兵を蹂躙したが、誤って宰相のイスハク・パシャとマフムト・パシャの天幕へ向かってしまった。

ワラキア側の視点からの記録は、翌年にブダのハンガリー宮廷にいた教皇特使ニッコロ・モドルッサが書き記している（この頃、ヴラド3世はマーチャーシュ1世に捕らわれ投獄されている）。以下の記録は、ワラキアの古参兵から聞き知ったものであるとされている。
スルタン（メフメト2世）は彼（ヴラド3世）を包囲し、ある山のワラキア人が防御に適した地形に拠っているところで彼を見つけ出した。そこにヴラドは、彼に喜んでついてきた24,000人の兵を潜ませていた。ヴラドは、餓死するか極めて残酷な敵の手に落ちるかという道を考えたものの、いずれの結果も勇敢な男にはふさわしくないと考え、あえて記録に残るような行動に出た。兵たちを呼び集め、現在の状況を説明し、いともたやすく彼らに敵陣営へ乗り込むよう説得しおおせたのである。彼は兵を二つに分け、一方は勇敢に戦って栄光と名声のうちに死ぬこととし、もう一方は、運命が彼らに微笑むならば、常ならぬやり方ででも敵に復讐を果たすこととした。夕暮れに軽率に出回って捕らわれた数名のトルコ人捕虜を使って、ヴラドは自軍の一部と共に敵陣営へ防備を越えて侵入した。そして真夜中に、彼は全方位に向かって雷のごとく疾走し、大殺戮を繰り広げた。もし彼が残りの兵を託した指揮官たちも同じように勇敢であったなら、もしくはトルコ人たちがスルタンからの持ち場を離れないようにという再三の命令に完全に従っていなかったならば、ワラキア人は疑いなく、最も偉大で最も鮮やかな勝利を飾っていたであろう。ところが、他の指揮官（ガレシュという名のボヤール）が、示し合わせていたように陣営の反対から攻撃を仕掛けるのを渋った。 ……ヴラドは信じられぬほどの虐殺を行った。このような大衝突の中で味方にあまり死者は出なかったものの、傷ついた者は多かった。彼は日の出前に敵陣営を脱出し、元来た山へ帰った。誰も彼を追撃しようとはしなかった、というのも彼がかくのごとき恐怖と動揺を巻き起こしたからである。私はこの戦闘に参加した者に訪ねて、スルタンがこの状況で完全に自信を失ったのだと聞き知った。夜のうちにスルタンは陣営を放棄し、恥知らずなやり方で逃走した。彼の友たちが、ほとんどその意に反して彼を連れ戻さねば、彼はその逃げ道を進み続けていたであろう。

### オスマン軍のトゥルゴヴィシュテ包囲と撤退
ミハロール・アリ・ベイ率いるイェニチェリは、ワラキア軍を追撃して1,000人から2,000人を殺した。オスマン宮廷駐在のヴェネツィアのバイロであったドメニコ・バルビによれば、この戦い全体における犠牲者数は、ワラキア側5,000人、オスマン側15,000人に上った。メフメト2世は、兵の士気も自身の意欲も落ちているのを承知で、ワラキアの首都の包囲に乗り出すことにした。しかしトゥルゴヴィシュテの都市についてみると、守りを固めている様子が無く、その門は開け放たれていた。オスマン軍は街の中に入ってみたものの、その道には約20,000体の串刺しにされたオスマン人死体が並べられていた。中でも最も背が高い杭には、その身分の高さを示すかのようにハムザ・パシャの腐敗した死体が突き刺され掲げられていた。他の史料によれば、街自体は兵たちが守りを固めていたものの、その市壁の周りを60マイルにわたって串刺し死体が取り囲んでいたという。いずれにせよ、このような凄惨な状況を目の当たりにしたメフメト2世の様子を、ハルココンディリスは次のように伝えている。「スルタンは驚愕の念に襲われて言った、このような凄まじい行いをして、己の国や民を統治する術を悪魔的に理解しているような男から、その国を奪い取るのは不可能だ、と。そして、このようなことを成し遂げたものには大いなる価値があるのだ、と。」
メフメト2世は、敵の襲撃に備えて陣営の周りに深い堀を掘らせた。翌6月22日、オスマン軍は撤退した。数日後、ヴラド3世の従弟であるモルダヴィア侯シュテファン3世が、かつてワラキアに奪われたアッケルマンとキリアの奪回を目指してキリアに侵攻した。しかしすぐさま7,000人のワラキア軍が急行し、モルダヴィア軍を撃退した。シュテファン3世も砲撃で足を負傷した。6月29日、メフメト2世はブライラに至ってこれを焼き払ったうえで、海路エディルネへ帰還した。7月11日に帰着したオスマン軍は、翌12日にヴラド3世に対する「偉大なる勝利」を祝った。オスマン軍は侵攻先で多くの住民を捕らえて奴隷とし、200,000頭の牛馬とともに南へ連れ去った。

## 近代における文化的影響
- 19世紀フランスの詩人ヴィクトル・ユーゴーは、諸世紀伝記詩集（英語版）でこの戦争に触れている[30]。
- 1992年の映画『ドラキュラ』は、1492年にオスマン軍がワラキアに侵攻する場面から始まる。映画の中でヴラド3世は夜襲をかけ勝利している。
- 2014年の映画『ドラキュラZERO』にも夜襲を思わせる描写があるが、映画では黒雲で日光を遮る演出に代えられている。
- マイクロソフトのRTSゲームである『エイジ オブ エンパイアII』の拡張パックThe Forgottenでは、ドラキュラ最後の戦いの一つとしてトゥルゴヴィシュテの夜襲が描かれている。ドラキュラはオスマン兵を何人も倒しつつ味方にも損害を被った末、メフメト2世が襲撃前に陣営から逃れていたのを知って夜襲をやめ撤収したとされている。
- トルコで製作されたドラマ『オスマン帝国: 皇帝たちの夜明け』では、シーズン2の第5話・第6話でトゥルゴヴィシュテの夜襲が描かれている。